# Залісся (Сімферопольський район)
Залі́сся (крим. Zalissya) — село Сімферопольського району Автономної Республіки Крим. Входить до складу Перівської сільської ради.

## Опис
Знаходиться у балці біля вершин першої куести Внутрішньої гряди Кримських гір. Біля села знаходиться гора Юварлак-Гюзель-Даг.
Висота центру села над рівнем моря 432 метри.
За даними сільради на 2009 рік площа села — 19,6 га, населення — 1049 осіб, кількість дворів — 371 з 7-ма вулицями. У селі діють загальноосвітня школа І–ІІІ ступенів та дитячий садок «Теремок». Основа економіки — 2-е відділення птахофабрики САТТОВ «Південна — Холдинг». З Сімферополем Залісся пов'язане міським автобусом 91-го маршруту та маршрутним таксі № 99.
На в'їзді в село знаходиться придорожній фонтан — джерело «Чума-Кари», що постачає місцевих жителів водою, коли її відключає водоканал.

## Історія
Рішенням Кримоблвиконкому від 8 вересня 1958 року № 133 безіменному населеному пункту радгоспу «Залісся» Перівської сільради було надано назву Залісся. Так на місці колишньої панської садиби «Залісся» з'явилося сучасне село, до багатоповерхових упорядкованих будинків якого із задоволенням стали переселятися мешканці прилеглих сіл. Вони отримували тут квартири, бо працювали на птахофабриці «Південна» (село було 2 відділення ПТФ «Південна»). Тут з'явилися інкубаторій, водокачка, яйце-склад, створили сад-вин-бригаду.
3 роки (з 1962 по 1965) село належало до Бахчисарайського району Криму.